# Тру-Фрост, Джим
Джим Тру-Фрост (англ. Jim True-Frost; род. 31 июля 1966, Гринвич, США) — американский актёр театра и кино, наиболее известный своей ролью детектива Роланда Призбелески в сериале «Прослушка», выходившем на канале HBO c 2002 по 2008 год.

## Биография
Тру-Фрост окончил среднюю школу Нью-Триер в Уиннетке в штате Иллинойс. С 1988 года был участником ансамбля театральной компании «Степной волк» в Чикаго. В 1990 году он дебютировал на Бродвее.
После женитьбы на юристе и правоведе Коре Фрост в 1999 году, супруги изменили свои фамилии на Тру-Фрост. Джим с женой живёт в Сиракьюсе в штате Нью-Йорк. Они воспитывают двоих детей.